# چای‌والا

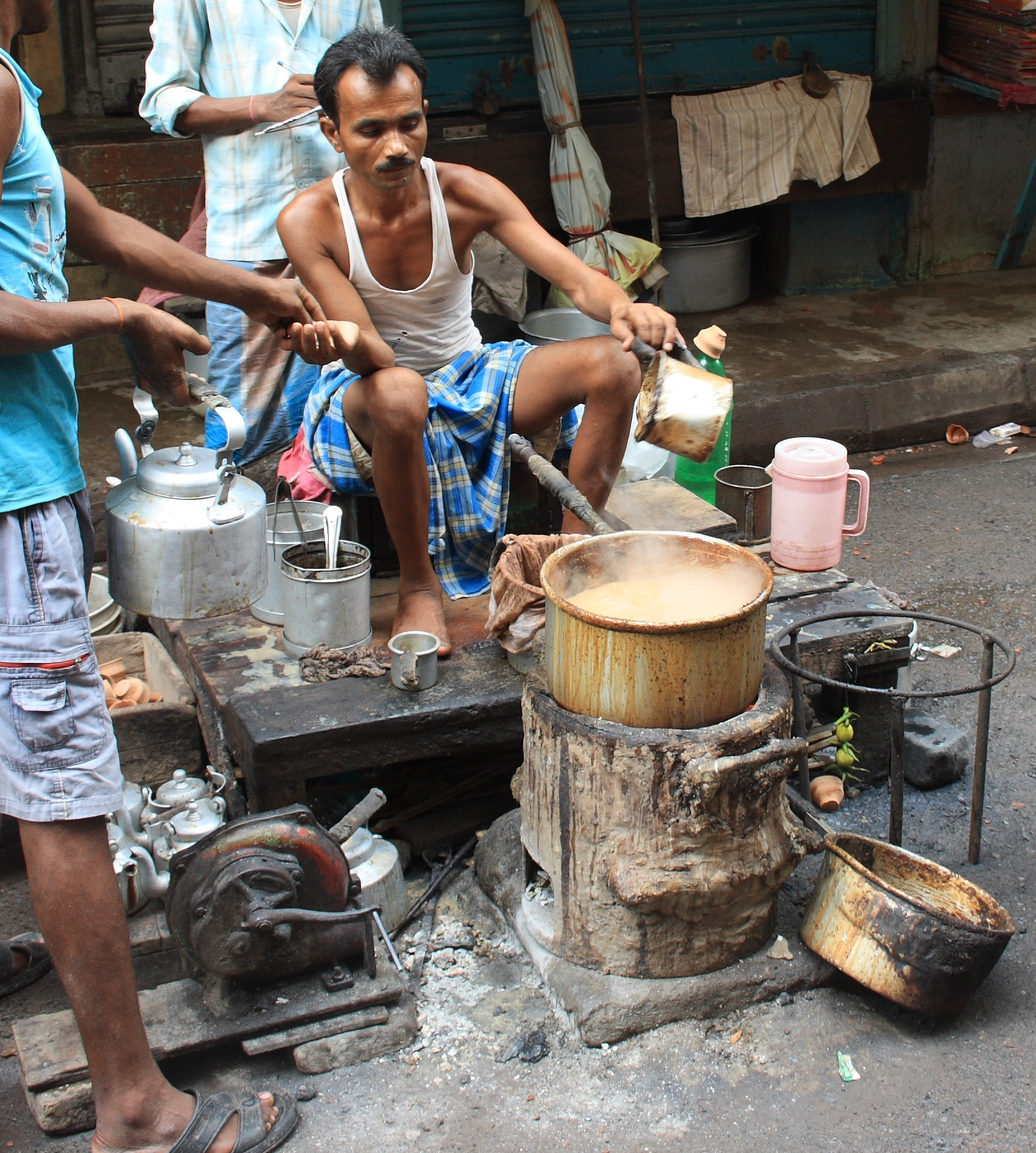
یک چایوالا چای ماسالا را روی آتش زغال سنگ در یکی از خیابان‌های کلکته آماده می‌کند.

چای‌والا (هندی: चायवाला) (همچنین به صورت چایوالا یا چایوالا نوشته می‌شود , IAST: chāyvālā ; اردو: چائی والا‎ , cāyvālā ) شخصی است که در شبه قاره هند در خیابان‌ها یا مغازه‌های کوچک کنار جاده ای چای تهیه می‌کند، می‌فروشد یا سرو می‌کند. آنها بخشی جدایی ناپذیر از فرهنگ شبه قاره هستند. چای کلمه هندی و اردو برای «چای» است، همان‌طور که در ماسالا چای، و والا نشان دهنده شخصی است که کار را انجام می‌دهد، بنابراین چایوالا یک فروشنده خیابانی چای است.
چایوالاها به عنوان یک گروه کارآفرین تمایل دارند از مناطق مختلف هند جابجاشوند کنند تا تجارت کوچک خود را در شهرهای بزرگ اداره کنند. آنها مخلوطی از آب و شیر، اغلب با ادویه جات یا مخلوط ادویه به نام چای ماسالا را می‌جوشانند، برگ‌های چای و شکر را اضافه می‌کنند و سپس چای را در ظروف یا کتری چای صاف می‌کنند. معمولاً چای را در لیوان‌های کوچک یا فنجان‌های سفالی بدون لعاب (کلهر) سرو می‌کنند، اما در عصر مدرن شروع به سرو چای در فنجان‌های پلاستیکی کرده‌اند. به‌طور سنتی، چای را در ظروف برنجی درست می‌کردند. بهداشت چای تهیه شده به این روش مورد بحث است.